# Laubrhythmus
Pflanzen werden nach ihrem Laubrhythmus oder der Blattausdauer unterschieden. Die Lebensdauer der Blätter hat wesentlichen Einfluss auf die Stoffproduktion und damit auf die Konkurrenzkraft der Pflanze. Manche Autoren differenzieren zwischen Saisongrünen und Immergrünen und unterscheiden bei den Immergrünen dauer-, wechsel- und teilimmergrüne Pflanzen. Andere Autoren nehmen eine Einteilung nach vorsommergrün, sommergrün, überwinternd-grün und immergrün vor. Daneben gibt es abhängig von Verbreitungsgebiet und Standort von Pflanzen weitere Begriffe, die die Anpassung des Laubrhythmus an spezifische Umweltbedingungen beschreiben.

## Saisongrüne oder Wechselgrüne Pflanzen
Die Bezeichnungen für die Arten des Laubwechsels sind uneinheitlich. Die von Jäger & Werner bezeichneten Frühjahrsgrünen werden von Klotz & Kühn vorsommergrün genannt. Auch stellen Klotz & Kühn im Unterschied zu Jäger & Werner die herbst-frühjahrsgrünen Arten zu den überwinternd grünen Arten. Grund hierfür ist, dass der Laubrhythmus vergleichbar ist. Unterschiede bestehen nach den Autoren nur hinsichtlich der Gesamtlebensdauer als einjährig überwinternde oder ausdauernde Arten.

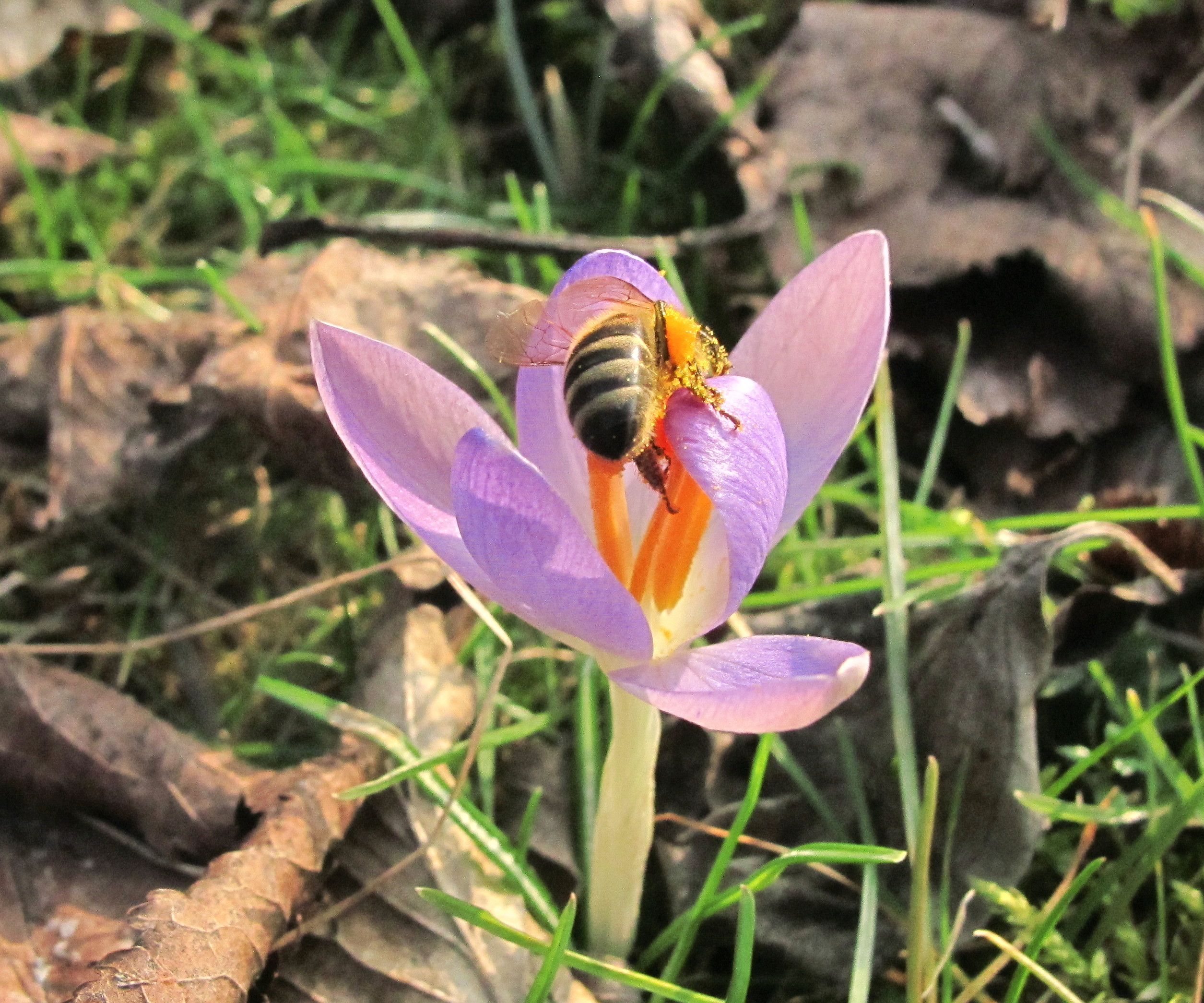
Krokus: frühjahrsgrüne Pflanze

Frühjahrsgrüne, vorsommergrüne Pflanzen kennzeichnet eine Belaubung vom Vorfrühling bis zum Frühsommer mit einer unbelaubten Sommer- bis Winterruhe. Erst im Herbst werden neue Wurzeln und unterirdische Triebe gebildet. Typische Pflanzen sind Frühblüher wie Schneeglöckchen und Krokus.
Sommergrüne, kältekahle oder winter-laubabwerfende, winterruhende Pflanzen bilden erst in der wärmeren Jahreszeit, im Frühjahr oder erst Anfang Sommer frisches Laub und verlieren es im Spätherbst wieder, unabhängig davon, ob Frost auftritt. Einige hiervon, wie beispielsweise das Tränende Herz werfen ihr Laub bereits im Frühsommer ab (Frühling-Sommergrün).
Überwinternd grüne, sommerkahle oder sommer-laubabwerfende, sommerruhende Pflanzen treiben im Herbst aus und das Laub verbleibt bis zum Ende des Frühlings oder Frühsommers (herbst-frühjahrsgrün oder -frühsommergrün). Sie bleiben also den Winter über grün (wintergrün). Zum Beispiel das Herbst-Alpenveilchen (Cyclamen hederifolium) oder der krokusartige Herbst-Goldbecher (Sternbergia lutea). Zu den herbst-früjahrsgrünen gehören einige Traubenhyazinthen oder auch der Italienische Aronstab, zu den herbst-frühsommergrünen gehört der Orientalische Mohn.
Überwinternd grüne Pflanzen sind in nord- und mitteleuropäischen Breiten meist Geophyten, deren Erneuerungsknospen als Überdauerungsorgane unter der Erde verborgen liegen, und weisen einen Wuchsrhythmus auf der für mediterrane Pflanzen charakteristisch ist.
Möglich sind auch regengrüne, trockenkahle Pflanzen die auf die Regenperiode abgestimmt sind und periodisch das Laub abwerfen, so dass sie während der Trockenzeit kahl sind.

### Andere Kombinationen
Es kommen auch verschiedene andere Kombinationen vor:
- nur im Frühling,[7] Pflanzen die nur im bzw. teilweise im Frühling grün sind
- Frühling-frühsommergrüne, Frühjahr bis zum Frühsommer[8]
- Frühling-sommergrün, Frühjahr bis zum Spätsommer[3]
- Frühling-sommer-herbstgrüne Pflanzen welche im Herbst, Winter absterben[3][9]
- Frühling-herbst-wintergrüne mit einer Sommer-Ruheperiode[10]
- Sommer-herbstgrün, mit einer Belaubung im Spätsommer bis Ende Herbst[3][8]
- Sommer-wintergrüne Pflanzen, mit einer kurzen sommerlichen und winterlichen Ruheperiode, im Spätherbst, Winter erscheinende Blätter sterben im Frühling, Frühsommer ab, hier sind nur basale Blattteile oder die ganzen, späten Blätter bis im Winter grün. Dies kann fakultativ oder obligat sein.[3][7][11]
- Herbstgrün[7] hier sind die Pflanzen nur im Herbst grün
- Halbwintergrüne spät- oder winterlaubabwerfende Pflanzen, sie sind bis in den Hochwinter belaubt.[12]

Es gibt auch Pflanzen die zwei unterschiedliche Triebe ausbilden, z. B. sommer- und immergrüne (heteroptosis).

## Immergrüne Pflanzen

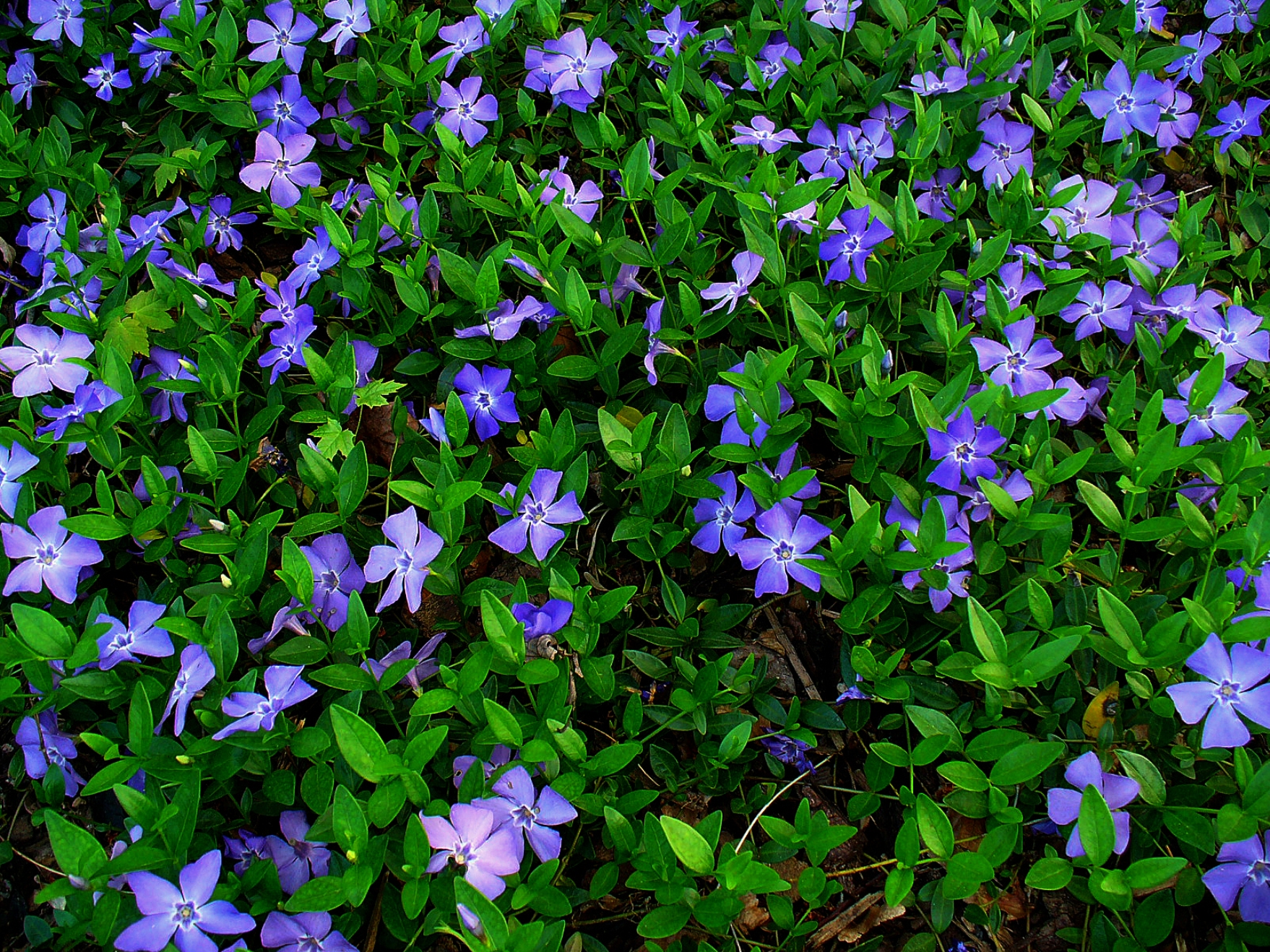
Kleines Immergrün: dauer-immergrüne Pflanze

Immergrüne Pflanzen sind zu allen Jahreszeiten belaubt und tragen grüne Blätter. Die meisten immergrünen Pflanzen werfen ihr vorjähriges Laub nach dem Neuaustrieb ab. Beispiel für diesen ganzjahres-immergrünen Laubrhythmus ist das Leberblümchen, dessen altes Laub kurz nach dem Austrieb der neuen Laubblätter abstirbt.
Wechsel-immergrüne Pflanzen, wie zum Beispiel das Gänseblümchen, sind dadurch gekennzeichnet, dass sie ihr Laub ständig neu bilden.
Als  teil- bzw. halbimmergrüne Pflanzen bezeichnet man solche die abhängig von Umwelteinflüssen ihr Laub teilweise oder ganz abwerfen. Hierbei kann der Blattverlust unterschiedlich lang ausgeprägt sein. Ein Beispiel sind Pflanzen die Spätherbstblätter in milden Wintern behalten, jedoch unter dem Einfluss starker Fröste oberirdisch ganz absterben (fakultativ Wintergrüne). Zu dieser Gruppe zählt der Gold-Lerchensporn.
Dauer-immergrüne Pflanzen, wie das Kleine Immergrün behalten ihr Laub zwei oder mehrere Jahre.
Ganzjahres-immergrüne Pflanzen werden auch gelegentlich als teilimmergrüne bezeichnet, weil sie ihr Laub nach dem Winter beim Neuaustrieb abwerfen werden sie, wie im Prinzip auch die dauergrünen Pflanzen als (wintergrüne) bezeichnet.